# ماركينوس
ماركينوس (2 أكتوبر 1971 بريو دي جانيرو في البرازيل - ) هو لاعب كرة قدم برازيلي في مركز الوسط. شارك مع منتخب البرازيل تحت 20 سنة لكرة القدم ومنتخب البرازيل لكرة القدم. أما مع النوادي، فقد لعب مع جمعية بورتوغيزا الرياضية وكولو-كولو ونادي أمريكا ونادي أميريكانو ونادي بالميراس ونادي باهيا ونادي بونتي بريتا ونادي جوفنتودي ونادي غواراني ونادي فلامنغو ونادي ماكاي ونادي بايساندو ‏ ونادي مادوريرا ونادي أولاريا أتلتيكو وClube Atlético Tubarão ‏ وأمريكا دي ناتال ‏ ونادي غوانابارا وCeilândia Esporte Clube ‏.

## وصلات خارجية
- ماركينوس على موقع قاعدة بيانات كرة القدم.إي يو (الإنجليزية)
- ماركينوس على موقع ناشيونال فوتبول تيمز (الإنجليزية)